# Riekefella aterrima
Riekefella aterrima  (лат.) (=Austrotoma) — вид ос из семейства Ampulicidae. Австралия. Мелкие осы (6,0—6,5 мм) чёрного цвета, напоминающие ос рода Aphelotoma, в котором они и были первоначально в 1907 году описаны. Передний выступ пронотума (воротник) такой же длины, что и скутум. (Bohart & Menke, 1976).
В связи с тем, что родовое имя Austrotoma Riek, 1955 было преоккупировано более старым названием Austrotoma Finlay, 1924, взамен было предложено новое имя Riekefella Özdikmen, 2005.
- Riekefella aterrima (R. Turner, 1907) — Квинсленд (Австралия)
  - =Aphelotoma aterrima Turner, 1907
  - =Austrotoma aterrima (Turner, 1907)